# Rhodymeniophycidae
Rhodymeniophycidae, podrazred crvenih algi iz razreda Florideophyceae. Pripada mu 5325 vrsta u 15 redova. Ime je došlo po rodu Rhodymenia

## Opis
Trofazna povijest života; karposporofit koji se razvija izravno iz oplođene karpogonijeve ili fuzijske stanice karpogonija, ili neizravno iz pomoćne stanice koja je primila zigotičnu diploidnu jezgru; jamičasti čepovi prekriveni membranama kapice, bez slojeva kapice, osim Gelidiales s unutarnjim slojevima kapice; molekularne filogenetske analize razlučile su Rhodymeniophycidae kao monofiletske, ali treba razriješiti odnose unutar ovog podrazreda.

## Redovi i broj vrsta
1. Acrosymphytales R.D.Withall & G.W.Saunders	16
2. Atractophorales Maggs, L.Le Gall, Filloramo & G.W.Saunders	2
3. Bonnemaisoniales Feldmann & G.Feldmann	32
4. Catenellopsidales K.R.Dixon, Filloramo & G.W.Saunders	1
5. Ceramiales Nägeli	2,669
6. Gelidiales Kylin	238
7. Gigartinales F.Schmitz	962
8. Gracilariales Fredericq & Hommersand	238
9. Halymeniales G.W.Saunders & Kraft	362
10. Inkyuleeales Díaz-Tapia & Maggs	3
11. Nemastomatales Kylin	65
12. Peyssonneliales Krayesky, Fredericq & J.N.Norris	147
13. Plocamiales G.W.Saunders & Kraft	75
14. Rhodymeniales Nägeli 405
15. Sebdeniales Withall & G.W.Saunders	20